# 陳鳴春
陳鳴春，字元卿，號善吾，福建汀州府長汀縣官籍直隶凤阳府定远县人，明朝政治人物。同进士出身。

## 生平
六月初六日生，治诗经。萬曆十六年（1588年）戊子科福建乡试第六十四名举人，萬曆二十三年（1595年）乙未科會試第一百八十六名，廷試三甲第六十五名进士，刑部觀政，二十六年八月授中书舍人，晋户部郎中，督饷辽东，管理御马仓，拒阉例、商例弗受。榷河西务，值岁歉，赈饥瘗骸，蠲峻征，剔奸胥。补工部，出守河间，正色率属，筑堤剿寇。四十年四月迁陕西关内道副使，四十三年六月擢苑马寺卿。告归。

## 家族
曾祖陈灏，千户。祖陈麦，千户。父陈立，千户。前母吴氏，母李氏。具庆下。兄陈鸣雷（千户）。娶黄氏。子昌祚、昌謨、昌德。